# Vrakúň
Vrakúň, do roku 1940 Várkony (maďarsky od roku 1940 Nyékvárkony), je obec v okrese Dunajská Streda na Slovensku. Leží na Žitném ostrově, říčním ostrově Dunaje, který je součástí slovenské Podunajské nížiny.

## Části obce
- Vrakúň
- Nekyje na Ostrove, začleněna v roce 1940 ( maďarsky Nyék nebo Csallóköznyék)[2]

## Příroda
Do národní soustavy chráněných území a zároveň i Evropské soustavy chráněných území (Natura 2000) patří:
- Chráněný areál Čiližské močiare
- Chráněný areál Konopiská

## Historie

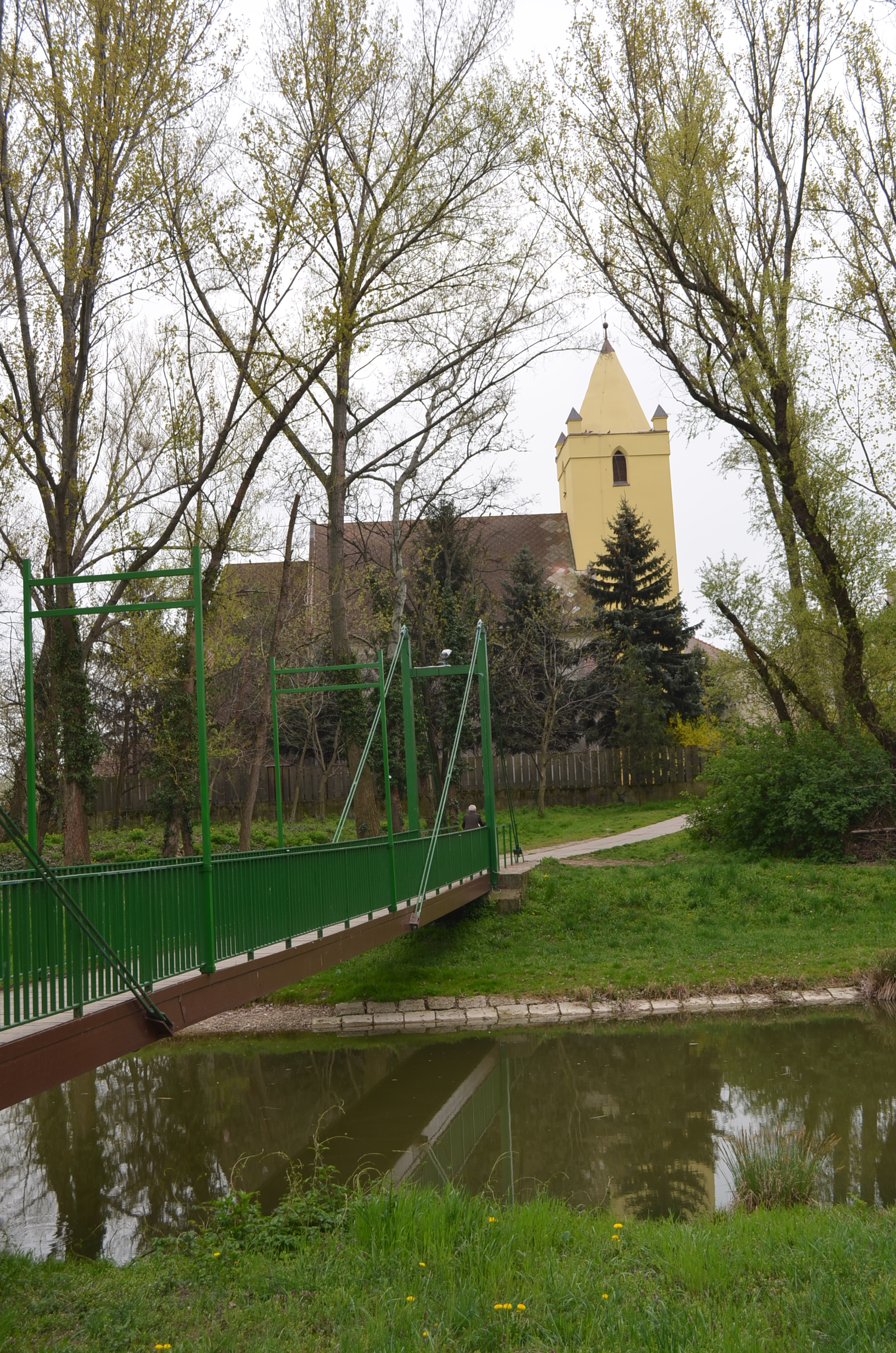
Kostel sv. Jakuba staršího

Vrakúň je poprvé písemně zmíněn v roce 1262 jako Warkun (podle některých pramenů je však doložen již v roce 1015). Byla to převážně zemědělská komunita, kterou vlastnily rodiny Nyék, Méhes, Balogh a Amade.
Sousední Nekyje jsou poprvé zmíněny v letech 1165 a 1245 jako Neku. Původně patřily k panství hradu Pressburg a později byl ve vlastnictví různých šlechtických rodů. Do roku 1918 bylo území obce součástí Uherska. V důsledku první vídeňské arbitráže bylo v letech 1938 až 1945 součástí Maďarska.

## Památky
- Římskokatolický kostel sv. Jakuba Staršího, jednolodní gotická stavba z poloviny 14. století s polygonálním ukončením presbytáře a představenou věží. Během středověku byl jeho interiér doplněn o nástěnné malby. Úpravami prošel v renesanci a v baroku v letech 1760-1761, v tomto období byla loď zaklenuta pruskou klenbou a interiér byl doplněn o tři barokní oltáře. Obnovou prošel v roce 1928 a 1971, kdy byl nevhodně omítnut brizolitem. Z původní středověké stavby se dochovala kromě hrubé stavby křížová žebrová klenba v presbytáři a soubor oken s lomeným obloukem. Nachází se zde také gotické pastoforium z 15. století. Pod presbytářem je umístěna krypta. Nástěnné malby se nacházejí na severní stěně presbytáře (sv. Mikuláš, sv. Helena, sv. Ladislav a Nevěřící Tomáš) a v lodi kostela (Pieta). Před kostelem je instalována původní kamenná křtitelnice s jednoduchým ještě románským tvaroslovím. Fasády kostela jsou v presbytáři členěny opěrnými pilíři a gotickými okny, v lodi segmentově ukončenými okny. Na jižní stěně lodi je prezentován zazděný gotický portál. Věž je ukončena nárožními věžicemi a zděnou jehlancovou helmicí.
- Kaple Nejsvětější Trojice z 18. století.
- Kaštel rodiny Amade, jednopodlažní barokní stavba na půdorysu obdélníku s manzardovou střechou z poloviny 18. století. Obnovou prošel v roce 1904. V letech 1954-1955 byl adaptován na dětský domov. Objekt je dnes využíván jako hotel. V interiérech jsou rovné stropy nebo korýtkové klenby. Fasády zámečku jsou členy okny s horním zaoblením a profilovanými šambránami. Ze strany parku má zámeček tříosý rizalit s portikem ukončený segmentovým štítem. Ke zámečku patří i krajinářský park, skleník a hospodářské budovy z konce 18. století.[3]

## Partnerské obce
- Mátraderecske, Maďarsko
- Mosonszentmiklós, Maďarsko
- Dolga Vas, Slovinsko